# 堀内圭三
堀内 圭三（ほりうち けいぞう、1960年〈昭和35年〉5月5日 - ）は、日本のシンガー・ソングライター。京都府出身、在住。A型。既婚。

## 経歴
- 1986年、ライブハウス「京都ケントス」でリードヴォーカルをつとめる。(1986年3月-1987年8月）当時のニックネームは「HOLLY」（ホリー）。
- 1990年、10月にニューヨークアポロ・シアターのアマチュアナイト・チャンピオン大会で日本人として初の入賞。
- 1994年、原作菊地秀行、漫画あしべゆうほのコミックの劇場用アニメ映画『ダークサイド・ブルース』の主題歌を歌う。これがメジャーデビュー。(英詞&vocal／東芝EMI)。
- 1999年、5月に「未来」発売。
- 2002年、2月に1stソロアルバム「GOSPEL SONGS 1」発売。
- 2008年、3月に2ndアルバム「GOSPEL SONGS 2」発売。
- 2009年、3月にミニアルバム「生まれてきてよかった」発売。
- 2016年、KBS京都ラジオでの番組『ホリー&春さんの祇園恋物語』がスタート。（2020年3月放送中）[1]
- 2017年、「京都市清酒の普及の促進に関する条例」の応援歌「一献」発表[2]。
- 2019年、幸福の科学「光り合う生命。－心に寄り添う。２－」発売。
- 2020年、NEWALBUM『生命』(いのち)発売。
- 2021年、NEWALBUM『ほっこりカフェ』発売。
- 2023年、NEWALBUM『ほっこりカフェⅡ』発売。

2013年から現在も、祇園のライブハウス『ジョニーエンジェル』（祇園ファーストビル5階）で、第2・第4木曜日『HOLLY NIGHT』アコースティックライブを開催中。又、第3土曜日は、京都ケントスオープン時のリードボーカル『HOLLY&KAKO』でオールディーズライブを開催中。
作詞作曲家として、『祇園恋物語』『祇園の灯り』『祇園でマンボ』『恋の街祇園』等、祇園を舞台にした曲を数多く作詞作曲。
『祇園恋物語』がカラオケヒット中。
尊敬する作曲家：都志見隆
（2016年にラジオ番組にゲスト出演した頂いた時の感激は、今でも番組でよく話す）
2020年4月コロナ自粛により全てのライブ活動が停止したことに伴い、YouTubeで『堀内圭三Stay homeチャンネル』を開設。2021年の緊急事態宣言中にライブ配信『ほっこりカフェ』を毎日開催し、2022年には『堀内圭三の『ほっこりカフェ』チャンネル‼︎』と名前を変え、《60代から人生の本物の舞台の幕が上がり、愛と感謝と幸福感が溢れるような日々を感じ過ごせるような》をコンセプトに様々な音楽や映画、舞台、小説、本、雑誌、写真集、展示会、ドラマ、ＴＶ番組等を紹介し、シニア層を意識して毎日配信をしている。
2020年12月からは三浦春馬の出演作品などの感想や紹介を積極的にしており、2023年3月からは「Snow Man全員推し」「シニアスノ担」と称し、特にきっかけの目黒蓮を中心にSnow Man関連のインタビューや出演作品・出演番組の感想や紹介に力をいれて配信をしている。
それ以外にも「いいものはいい」の精神にて、STARTO ENTERTAINMENTやTOBEなど所属のアイドルやアーティストの活動の紹介や感想を事務所やジャンルにとらわれずにプロシンガーとしても、シニア目線からも発信している。
2024年8月18日万博記念公園にて国内最大級の都市型音楽イベント「サマーソニック（大阪）」に出演したTOBE所属のNumber_i（平野紫耀、神宮寺勇太、岸優太）の生ステージを観た翌日にファンクラブに加入し「iLYs」（アイリーズ）となった。ファンクラブの加入はSnow Manに続き２つ目である。
2024年9月公開のNetflix配信番組「timelesz project -AUDITION-」の第3話にて、Snow Manの目黒蓮からの手紙が読み上げられたのをきっかけに『timelesz project』（略称「タイプロ」）の紹介や感想の配信を始める。また、timelesz（タイムレス）（佐藤勝利、菊池風磨、松島聡）のファンクラブに12月に加入し「secondz」（セカンズ）となる。Snow Man、Number_iに続き、人生３つ目のファンクラブ加入である。

## ディスコグラフィー

### アルバム
- GOSPEL SONGS 1（2002年）
- GOSPEL SONGS 2（2008年3月7日、レーベル：EL MUSIC）
- 生まれてきてよかった（2009年3月20日、レーベル：EL MUSIC）
- 龍馬の願い（2010年3月27日、レーベル：EL MUSIC）
- 『光り合う生命。-心に寄り添う。2-』サウンドトラック[3]

作詞・作曲：大川隆法、音楽：水澤有一・田畑直之、歌：篠原紗英・堀内圭三
レーベル：ARI MUSIC（発刊元：アリ・プロダクション、販売：幸福の科学出版）
- 『生命』（いのち）（2020年2月2日、レーベル：EL MUSIC）
- 『ほっこりカフェ』（2021年12月8日、レーベル：EL MUSIC）
- 『ほっこりカフェⅡ』（2023年10月7日、レーベル：EL MUSIC）

### シングル
- 未来（1999年）
- ARE YOU HAPPY?（2004年）(MAXI)
- SEE YOU AGAIN -永遠の愛-（2005年）(MAXI)
- テレフォン／心の絆（2006年）(MAXI)
- I LOVE JAPAN（2007年）
- この胸のときめき（2012年）

## 出演

### テレビ
- 年越し特番　ふるさと発希望のあしたへ!絆でつなぐ2011to2012（2011年から2012年へ）（2011年12月31日 23:00 - 25:00） -竹内弘一、遠藤奈美、木村寿伸。麻亜耶と出演
- ぽじポジたまご（2012年4月9日「この胸のときめきを」 12月11日「Dream」2015年01月20日「笑顔」）
- キラりん滋賀（2010年4月2日）
- 演歌百撰（20170328 KBS京都 8:00 - 8:30）加藤忠雄『祇園の灯り』作詞作曲者「堀内先生」として出演。司会滝トール

### ラジオ
- 木曜夜遊び倶楽部（2004年10月-2005年3月）
- 日曜夜遊び倶楽部（2005年4月-2005年9月）
- 堀内・羽川のGENKI倶楽部（2005年10月6日 - 2006年3月30日 木曜18:00 - 19:00）羽川英樹
- 堀内圭三のGENKI倶楽部（2006年4月4日 - 2006年9月26日 火曜19:30 - 20:00）アシスタント：木村三恵
- 清水三雄の挑戦は続く
- KBS京都ラジオ『ホリー&春さんの祇園恋物語』（月曜日午後8時〜8時半）（2016年1月〜現在放送中）